# لویس فرگوسن
لویس فرگوسن (انگلیسی: Lewis Ferguson؛ زادهٔ ۲۴ اوت ۱۹۹۹) بازیکن فوتبال اهل اسکاتلند است.
از باشگاه‌هایی که در آن بازی کرده‌است می‌توان به باشگاه فوتبال رنجرز اشاره کرد.
وی همچنین در تیم‌های ملی فوتبال زیر ۱۹ سال اسکاتلند، زیر ۲۰ سال اسکاتلند، زیر ۲۱ سال اسکاتلند و بزرگسالان اسکاتلند بازی کرده‌است.

## زندگی شخصی
لویس پسر درک فرگوسن و برادرزاده بری فرگوسن، فوتبالیست‌های حرفه‌ای سابق رنجرز و تیم ملی فوتبال اسکاتلند است.

## دوران ملی
او اولین بازی خود را در برابر تیم ملی فوتبال دانمارک در ۱ سپتامبر ۲۰۲۱ در باخت ۰–۲ خارج از خانه انجام داد و در وقت‌های اضافه جایگزین بیلی گیلمور شد.